# خورخي ميغيل
خورخي ميغيل هو لاعب كرة قدم برتغالي، ولد في 22 سبتمبر 1990 في فيلا نوا د فاماليساو في البرتغال.

## وصلات خارجية
- خورخي ميغيل على موقع قاعدة بيانات كرة القدم.إي يو (الإنجليزية)
- خورخي ميغيل على موقع Soccerway.com (الإنجليزية)